# VIH en el niño

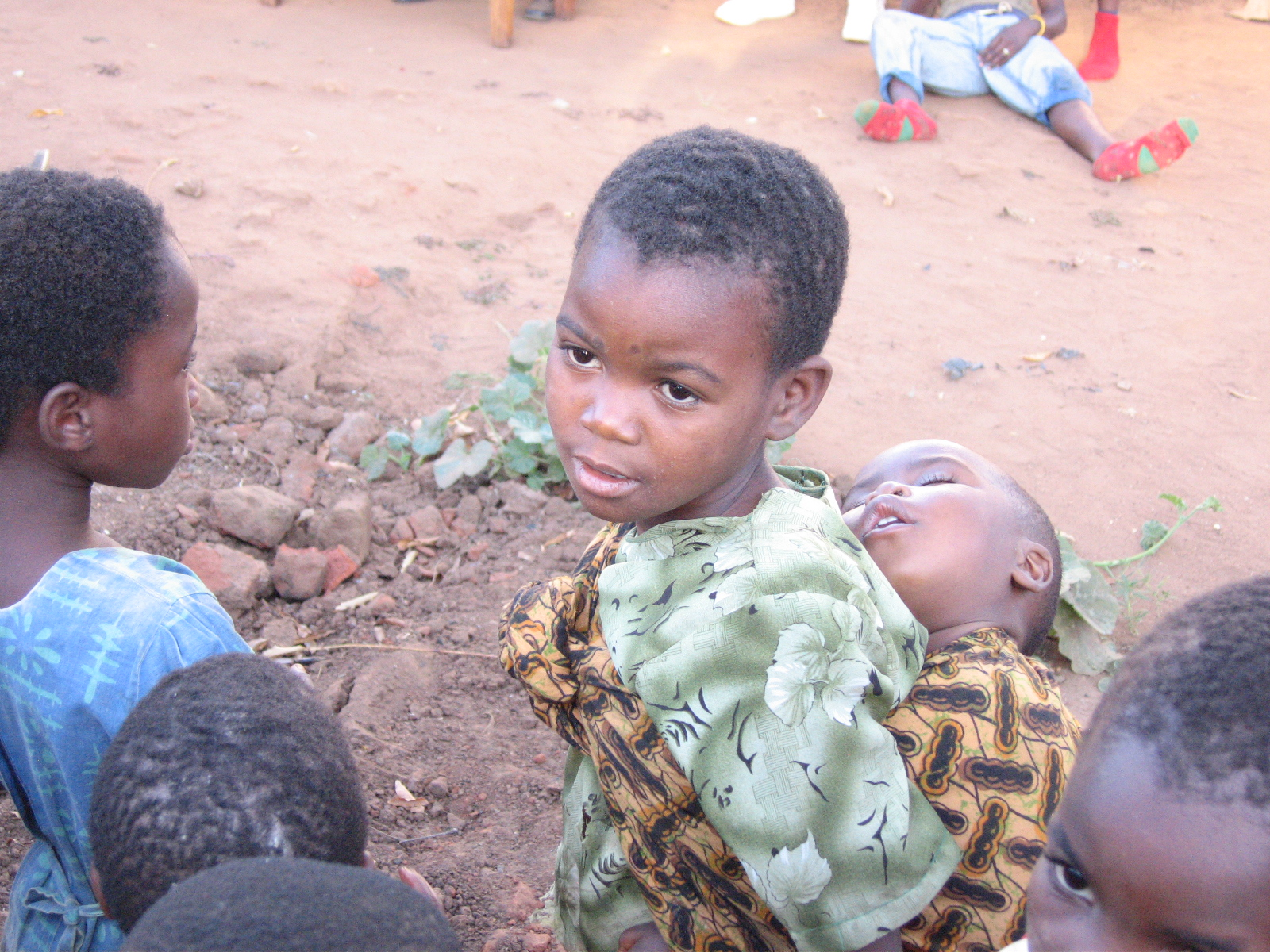
Niños huérfanos por el sida en Malaui, África, donde hay cerca de 2 millones de huérfanos y niños vulnerables de una población total de 13 millones de personas. En otras palabras, casi 1 de cada 6 personas en el país es huérfano o un niño en riesgo.

El VIH en el niño es la infección por el virus VIH en pacientes de edad pediátrica, desde el nacimiento hasta los 15 o 16 años de edad. Por razón de que el VIH se transmite de forma vertical a partir de madres VIH seropositivas, la tasa de infección en niños es elevada a nivel mundial. La exposición de un niño puede ocurrir desde antes del embarazo, por transmisión intrauterina, durante el parto o a través de la lactancia materna. Hasta 1994 la transmisión materno-infantil era del 15-25% en Europa y EUA, 20% en Tailandia y entre el 25-40% en América Latina y África. El concepto de transmisión perinatal abarca todas las posibilidades de contagio que pueden ocurrir durante el periodo de gestación, trabajo de parto, parto y la exposición a leche materna durante el postparto. La transmisión perinatal es la vía de contagio por VIH más frecuente en la población menor de 18 años en Estados Unidos y el mundo. Estudios observacionales prospectivos más recientes indican que en los países desarrollados la tasa de transmisión materno- infantil es inferior al 2% debido a los protocolos de tratamiento y profilaxis. Así, en las cohortes estudiadas, la mayor parte de las madres adquirieron la enfermedad por vía heterosexual y su diagnóstico se realizó antes de la gestación. El 98% de las madres recibieron TAR durante la gestación de las cuales el 90% presentaban una carga viral indetectable en el momento del parto. La profilaxis neonatal se realizó con AZT y sólo el 0.7% de los recién nacidos presentaron infección intraútero por VIH.

## Historia
En 1983, un grupo de científicos y médicos, encabezado por Luc Montagnier, descubrieron el virus causante del sida, pero sin saber que era su agente etiológico. Montagnier lo nombró virus asociada a linfadenopatía, o LAV por sus siglas en inglés. Un año más tarde, un equipo dirigido por Robert Gallo de los Estados Unidos confirmó el descubrimiento del virus y que era la causa del sida, y le cambió el nombre a virus humano T-linfotrópico de tipo III (HTLV-III). El Programa Conjunto de las Naciones Unidas sobre el VIH/SIDA ha declarado que la infección por VIH ha ascendido a la categoría de pandemia.

## Epidemiología
Solo durante 2005, el sida se estima que clamó las vidas de 2.4-3.3 millones personas, de las cuales más de 570 000 eran niños. En 2007, cerca de 330 000 niños murieron como consecuencias del sida. Un tercio de estas muertes se producen en el África subsahariana, retrasando el crecimiento económico y provocando el aumento de la pobreza. Según las estimaciones más recientes, el VIH infecta a un total de aproximadamente 90 millones de personas en África, lo que resulta en una estimación mínima de 18 millones de huérfanos.
España es el país de Europa Occidental con el mayor número de casos de sida pediátricos. Debido a que el progreso del sida en los niños es más rápida y menos predecible que en los adultos, especialmente en los niños pequeños, el tratamiento recomendado para los niños suele ser más agresivo que en los adultos.
En la última década se ha demostrado aumento de la infección en la población femenina, lo que se ha traducido en muchos países en un aumento en el número de casos pediátricos de VIH, ya que por lo general estas mujeres se encuentran en su edad reproductiva y esto es un riesgo directo para la transmisión perinatal del VIH si no se hace ninguna intervención preventiva.

### Factores de riesgo
Las vías de contagio del paciente pediátrico son distintos que los de un paciente adulto, por lo tanto, los factores de riesgo también varían y se fundamentan en la madre, en los procedimientos obstétricos y en las condiciones del bebé. 
Factores de riesgo maternos: Carga viral y compromiso inmune de la madre. Si la carga viral materna es <1000 copias/ml, el riesgo de contagio del neonato es virtualmente cero. Si la carga viral está entre 1000-10 000 copias/ml el riesgo para el bebé sube a un 16%. Si la carga viral es >101.000 copias/ml, el riesgo sube a un 40%. Por su parte, si el contaje de CD4+ es <200, el riesgo se acerca a un 43%, mientras que si el contaje linfocitario es >600, el riesgo al nacer baja a un 15%.
Factores de riesgo obstetricos: ruptura prematura de membranas (RPM), corioamnionitis y el tipo de parto que se relacionan a una mayor o menor posibilidad de contacto del feto con sangre o secreciones maternas infectadas. Así, si el parto es por cesárea electiva y se le administra antirretrovirales al bebé, el riesgo de contagio es de 2% y sin los fármacos el riesgo después de una cesárea sube a un 10%. Si la RPM ocurrió menos de 4 horas antes del nacimiento el riesgo de contagio es de un 14% y si la RPM ocurrió más de 4 horas antes del nacimiento, el riesgo sube a 25%.
Factores de riesgo del recién nacido: prematuridad, bajo peso, ser el primer gemelar y la lactancia materna afectan el riesgo de contagio de un neonato.
De acuerdo a lo anterior y en ausencia de lactancia materna, el 30% de la transmisión vertical ocurre intrauterino, mientras que el 70% ocurre cercano al parto o intraparto. El VIH no se contagia a través de la orina, del excremento, del vómito, de la saliva ni del sudor. No existe evidencia de contagio por tener contacto casual, como por ejemplo, vivir en el mismo hogar, sentarse al lado o jugar con una persona con sida o con infección por el VIH.
Los adolescentes de 13 a 24 años constituyen un grupo de riesgo para la adquisición de la infección por VIH. En América Latina la actividad sexual se inicia a edad temprana. En Argentina, por ejemplo, el 44% de las jóvenes se inician sexualmente entre los 15 y 19 años y la mayoría no se protege con preservativos. Se ha observado que los adolescentes que reciben información adecuada aprovechando las oportunidades de consulta al sector salud por otros motivos, retrasan el inicio de las relaciones sexuales y tienen menor riesgo de padecer enfermedades de transmisión sexual.

## Etiología
El VIH es miembro del género lentivirus, parte de la familia Retroviridae. Los lentivirus tienen muchos puntos en común, morfologías y propiedades biológicas. Muchas especies son infectadas por lentivirus, que se caracterizan por ser responsables de enfermedades de larga duración con un largo período de incubación. Los lentivirus son virus encapsulados que se transmiten con una sola hebra y de sentido positivo. A la entrada de la célula hospedadora, el genoma ARN viral se convierte en un ADN de doble cadena codificada por la transcriptasa inversa que está presente en la partícula viral. Este ADN viral se integra en el ADN celular por una integrasa codificada por el mismo virus, junto con los cofactores de la célula huésped, a fin de que el genoma pueda ser transcrito. Después de que el virus ha infectado a la célula, son posibles dos vías: o bien el virus se vuelve latente en la célula infectada que sigue funcionando normalmente, o bien el virus se activa y replica en un gran número de partículas virales que son liberadas y pueden infectar a otras células.

## Cuadro clínico
Las patologías de la mucosa oral son frecuentes y pueden ser el primer signo de sida visto en niños infectados con el VIH. La candidiasis suele ser la manifestación más común asociada al VIH pediátrico, seguidas de las úlceras bucales, el agrandamiento parotídeo, gingivitis y periodontitis úlcero necrosante y el eritema gingival lineal. Las lesiones virales como el molusco contagioso, lesiones verrugosas, leucoplasia velluda y herpes Zóster fueron documentadas como menos frecuentes. En aproximadamente la mitad de los niños se verá una o más lesiones.
El VIH puede aparecer inicialmente con manifestaciones inespecíficas, como linfadenopatías, hepatoesplenomegalia, candidiasis oral, dermatitis, fiebre, diarrea inespecífica y trastorno de peso y estatura. Las infecciones bacterianas suelen aparecer en proporción a la inmunodeficiencia, incluyendo sepsis, celulitis y abscesos. Igualmente las infecciones por organismos oportunistas como el Pneumocystis jiroveci, la candidiasis esofágica, toxoplasmosis y el citomegalovirus. Las manifestaciones neurológicas más frecuente es una pérdida de funciones adquiridas, es decir, que el niño ya dominaba y comienza a deteriorar, es poco frecuente la encefalopatía progresiva de la infancia severa. Las neoplasias asociadas al VIH pediátrico incluyen el sarcoma de Kaposi, el linfoma de Burkitt, linfomas primarios del sistema nervioso central y leiomiomas.

### Clasificación clínica

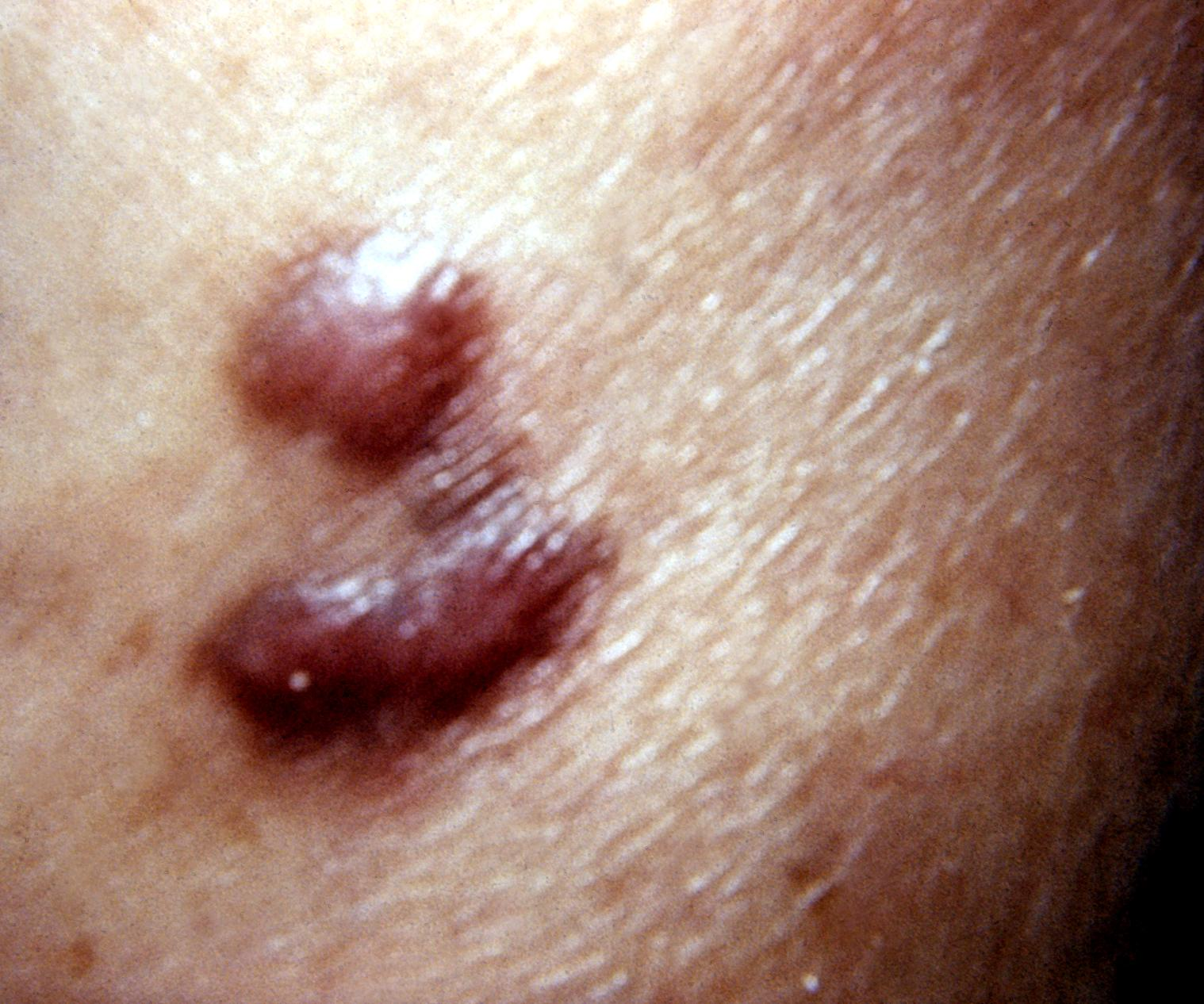
Lesión en piel: Sarcoma de Kaposi, frecuente en pacientes con sida.

El actual sistema de estadiaje para la infección por VIH en niños fue desarrollada en 2005 y tiene como fundamento el sistema puesto en vigor desde 1987. Un niño se define como alguien menor de 15 años. Este sistema de estadificación también requiere la presencia de la infección por el VIH, es decir, de anticuerpos contra el VIH para los niños mayores de 18 meses; y resultados virológicos o de la prueba del antígeno p24 positivos si son niños menores de 18 meses.
Estadio 1: Asintomático o con linfadenopatía generalizada persistente.
Estadio 2: Hepatosplenomegalia, erupciones papulares pruriginosas, dermatitis seborreica, extensa infección por el virus del papiloma humano o por el molusco contagioso, infecciones por hongos en las uñas, úlceras orales recurrentes, eritema gingival lineal, queilitis angular, aumento de volumen de la parótida, Herpes zóster o infecciones respiratorias altas recurrentes o crónicas incluyendo otitis media, otorrea y sinusitis.
Estadio 3:
- Trastornos en las que un diagnóstico presuntivo puede hacerse fundamentado en los signos clínicos o investigaciones de laboratorio sencillos: 
  - Desnutrición moderada inexplicable que no respondiera adecuadamente al tratamiento estándar
  - Diarrea persistente inexplicable de 14 días o más
  - Fiebre persistente inexplicable, bien sea intermitente o constante, durante más de un mes
  - Candidiasis oral fuera del período neonatal
  - Leucoplasia vellosa oral
  - Gingivitis o periodontitis ulcerosa necrosante aguda
  - Tuberculosis pulmonar
  - Presunción de neumonía bacteriana recurrente severa
- Trastornos en las que las pruebas de diagnóstico de confirmación son necesarias: 
  - Enfermedad pulmonar crónica asociadas al VIH incluyendo bronquiectasia
  - Neumonitis intersticial linfocítica
  - Anemia inexplicable (<80 g/l), y/o neutropenia (<1000/μl) y/o trombocitopenia (<50 000/μl) durante más de un mes

Estadio 4:
- Trastornos en las que un diagnóstico presuntivo puede hacerse fundamentado en los signos clínicos o investigaciones de laboratorio sencillos: 
  - Deterioro grave por malnutrición inexplicable grave o que no responde adecuadamente al tratamiento estándar
  - Neumonía por Pneumocystis
  - Infecciones bacterianas graves y recurrentes, por ejemplo, empiema, piomiositis, infecciones óseas o articulares, meningitis, neumonía, etc
  - Infección crónica por herpes simple: orolabial, cutánea o de más de un mes de duración
  - Tuberculosis extrapulmonar
  - Sarcoma de Kaposi
  - Candidiasis esofágica
  - Toxoplasmosis del sistema nervioso central (fuera del período neonatal)
  - Encefalopatía del VIH
- Trastornos en las que las pruebas de diagnóstico de confirmación son requeridas: 
  - Infección por CMV: retinitis o infección de los órganos que no sean el hígado, el bazo o los ganglios linfáticos; aparición a la edad de un mes o mayores
  - Criptococosis extrapulmonar incluyendo meningitis
- Cualquier micosis endémica diseminada (histoplasmosis extrapulmonar, por ejemplo, o coccidioidomicosis, penicilliosis) 
  - Criptosporidiosis
  - Isosporiasis
  - Difusión de infecciones por micobacterias no tuberculosas
  - Candida de tráquea, bronquios o pulmones
  - Infección por herpes simple visceral
  - Fístula ano-rectal adquirida asociada al VIH
- Linfoma no-Hodgkin cerebrales o de células B
- Leucoencefalopatía multifocal progresiva
- Miocardiopatía o nefropatía asociada al VIH

## Diagnóstico
El VIH en la población pediátrica menor de 15 años se diagnostica de acuerdo a su edad, con o sin síntomas referidos en la definición de caso de sida. En niños menores de 15 meses la infección suele ser perinatal y si la madre tiene VIH o se sospecha epidemiológicamente:
- VIH en sangre o tejidos confirmados por cultivo u otros métodos de detección de laboratorio.
- Anticuerpos anti-VIH repetidamente positivo más resultado de test positivo confirmatorio por PCR.
- Evidencia de inmunodeficiencia humoral y celular: niveles de inmunoglobulinas, número absoluto de Linfocito CD4+, linfopenia absoluta, T4/T8 con o sin manifestaciones específicas de sida.

En niños mayores se puede sospechar una infección por VIH obtenida por otras rutas diferentes a la materna. 
Aunque el diagnóstico en adultos del VIH-1 consta de las pruebas de selección inicial con un ensayo inmunoenzimático (ELISA) para detectar anticuerpos contra el VIH-1, las pruebas de laboratorio a base de ELISA no tienen indicaciones en niños menores de 18 meses. Los cultivos virales son muy costosos y solo se realizan en pocos laboratorios. La prueba de elección es el PCR, especialmente en niños recién nacidos. Se confirma un caso como VIH positivo cuando han retornado al menos dos pruebas de PCR positivas con al menos un mes de separación. En niños de alto riesgo, se debe tomar la primera muestra antes de las 72 horas de vida para un examen de VIH-ADN por PCR, la segunda muestra entre 1 y 2 meses del nacimiento o antes del primer año de vida. La tercera muestra no debe exceder los 6 meses de edad.
Si el PCR tomado antes de las 48-72 horas de vida resulta positivo y se confirma con exámenes subsiguientes significa que la infección se adquirió in-útero. En caso de que el primer PCR tomado antes de las 48-72 horas de vida resulta no reactivo y el segundo, tomado después de la semana de vida, resulta reactivo y se confirma con la tercera muestra, significaría que la infección se adquirió durante el parto o muy cercano a él (en ausencia de lactancia materna).
En el recién nacido que se alimenta por lactancia materna, la serología positiva para VIH no es diagnóstica, pues el examen de laboratorio no distingue entre anticuerpos pasivos de la madre—que pueden persistir hasta 15-18 meses de edad—y los anticuerpos producidos por el niño infectado.

## Tratamiento
En la actualidad no hay vacuna ni cura para el VIH o el sida. En niños con manifestaciones clínicas o con pruebas de laboratorio positivos para VIH, se debe asegurar una nutrición adecuada. El control de la infección por el VIH ocurre médicamente con fármacos antirretrovirales fundamentado en el porcentaje de CD4+ y la carga viral. La prevención de otras enfermedades es de valor crítico, incluyendo el Pneumocystis jiroveci e inmunizaciones sistémicas. El estado clínico del paciente pediátrico suele ser cuidado de manera multidisciplinaria, combinando la experticia de varias especialidades médicas.
Existen varios tipos de drogas antivirales, las que se clasifican según el sitio de acción:
1. Inhibidores análogos nucleótidos: zidovudina (ZDV o AZT), lamivudina (3TC), didanosina (ddI), que impiden el ensamble del ADN viral.
2. Inhibidores de transcriptasa no nucleótidos: nevirapina (NVP)
3. Inhibidores de la proteasa: saquinavir, ritonavir. Bloquean el sitio activo y al catalizador de la proteasa.
4. Otros tipos de drogas: inhibidores nucleótidos, inhibidores de la reductasa, de la integrasa y de la fusión de receptores de quimioquinas.

El uso de antirretrovirales se recomienda para la prevención de la transmisión de madre a hijo del VIH-1. La OMS recomienda el siguiente régimen: cuando la mujer embarazada aún no tiene necesidad de iniciar antirretrovirales por razones terapéuticas, se debe empezar a administrar zidovudina (AZT) a partir de la semana 28 de gestación o tan pronto como sea posible, dársele una dosis única de nevirapina (NVP) al entrar en el trabajo de parto, y de AZT + un 3TC una semana después del parto. Mientras tanto, si la madre estaba en ese régimen o bajo administración de antirretrovirales, su niño debe recibir una dosis única de nevirapina inmediatamente después del parto y zidovudina diaria hasta la semana de edad. Las medidas complementarias que también pueden ser utilizadas incluyen cesárea y la alimentación con fórmula, en algunos regiones del mundo, la combinación de ofrecer todas estas medidas ha logrado reducir el riesgo de infección de 25% a alrededor del 1%.

## Prevención
No existe aún una vacuna que confiera protección contra la infección por el VIH. Los regímenes profilácticos forman parte integral del cuidado de los niños infectados por el VIH. Todos los lactantes que tengan entre 6 semanas y 1 año de edad nacidos de madres con infección demostrada por el VIH deben recibir profilaxis antirretroviral, independientemente del recuento o el porcentaje de células CD4 o de su situación clínica.
Un estudio demostró que era posible reducir la tasa de transmisión vertical hasta solo el 8% si las mujeres tomaban zidovudina durante el embarazo y el parto y se administraba al recién nacido durante las primeras seis semanas de vida.